# Повратак Жикине династије
Повратак Жикине династије (радни наслов: Лудe годинe 11) надолазећи је српски филм из 2025 године. Треба да буде једанаести наставак серијала Луде године.
Режисер филма је Милан Коњевић, сценарио је написала Милена Марковић, ћерка сценаристе Јована Марковића, који је радио сценарио за све претходне филмове из серијала. Главну улогу Мише Павловића игра Никола Којо.
Филмски центар Србије је 2020. године на конкурсу снимање филма подржао са 22,5 милиона динара. Средином 2021. године преминула је главна глумица Риалда Кадрић, те се од пројекта привремено одустало.
Снимање је почело током септембра 2024 и у неколико етапа ће се обављати на локацијама у Београду, Панчеву и Златибору.
Биоскопска дистрибуција филма је планирана за 20. септембар 2025. године.

## Радња
Жикин унук Миша је отац двојице дечака који су добили имена по дедама Жика и Милан, један је на прагу лудих година и други који је већ у лудој години. Миша живи и издржава породицу од свирања виолине на свадбама.
Миши у Србију долазе синови које дуго није видео јер живе с Наташом у Москви, али када стигну момци који носе имена својих прадеда - Жике и Милана, креће нова луда година, пуна смеха, авантуре и породичних вредности.

## Улоге
| Глумац               | Улога                    |
| -------------------- | ------------------------ |
| Никола Којо          | Михајло „Миша” Павловић  |
| Никола Брун          | Жика Павловић            |
| Гаврило Иванковић    | Милан Павловић           |
| Владимир Петровић    | Слободан „Боба” Павловић |
| Весна Чипчић         | Елза                     |
| Гала Виденовић       | Наташа                   |
| Данијела Димитровска | Ангела Каја              |
| Срђан Тимаров        | Тадија                   |
| Катарина Вељовић     | Светлана                 |
| Младен Совиљ         | Малиша                   |
| Јово Максић          | Саша                     |
| Милена Предић        | учитељица                |
| Слободан Нинковић    | Ђока рибизла             |
| Љиљана Стјепановић   | професорка Верка         |
| Тамара Радовановић   | Мина                     |
| Мина Ненадовић       | Маша                     |
| Ивана Вукчевић       |                          |
| Драшко Анђић         | Гризли                   |
| Зоран Анђић          | Ђиђи                     |

## Занимљивости
Улогу Марије, као и у претходним наставцима, требало је да игра Риалда Кадрић. Међутим, изненада је преминула пре снимања, те се због тога њен лик не појављује у филму.
Снимљена су два филма одједном, тако да ће први део “Повратак Жикине Династије (I део)” који се дешава у Београду бити приказан на јесен 2025. А наставак на тај филм који ће више имати фокус на Жикино родно село “Повратак Жикине Династије (II део)” ће бити приказан одмах по завршетку дистрибуције првог, ТЈ. На пролеће 2026. 